# Achias penicillus
Achias penicillus är en tvåvingeart som beskrevs av Mcalpine 1994. Achias penicillus ingår i släktet Achias och familjen bredmunsflugor. Inga underarter finns listade i Catalogue of Life.